# Lily Dale

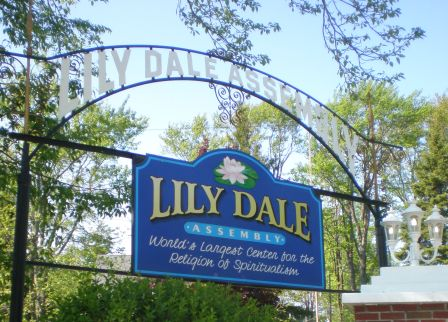
Portal in till området.

Lily Dale, egentligen Lily Dale Assembly, är ett område och center för spiritism beläget i sydvästra hörnet av delstaten New York. Lily Dale är ett inhägnat område med omkring 250 boende och det besöks under en sommarsäsong av 20 000 personer. Det grundades 1873 efter att årliga picknickar för spiritister hållits på området som då ägdes av en av grundarna. De byggde en stugby men även större trähus som fortfarande präglar staden och används av de boende.
Det ägs och drivs av Lily Dale Assembly som juridiskt är klassat som "religious corporation", ungefär "religiös samfällighet". De boende hyr fastigheterna av Lily Dale Assembly som godkänner de sökande. Ett av kraven är att de måste vara medlemmar i Lily Dale Assembly och vara medlemmar i en etablerad spiritistisk kyrka. Hyreskontrakten är löpande och kan ärvas. 
Besökare betalar en avgift för att komma in på området som bland annat har hotell, restauranger, museum och affärer. Inom området finns ett 40-tal "registrerade medier" och där hålls bland annat föredrag, konferenser och seanser under säsongen. Lily Dale är en sommarverksamhet men viss verksamhet är öppen även utanför säsongen.

## Historik
Lily Dale grundades 1879 när spiritister köpte marken av Alden, själv medlem i rörelsen. Det hade då redan hållits möten på platsen. Det kallades då Cassadaga Lakes Free Association men bytte namn till Lily Dale 1904. Det var namnet på järnvägsstationen och även den närliggande sjön kallades så. Spiritismen var ursprungligen kopplad till frisinnerörelsen och abolitionismen varför flera av dess förgrundsgestalter fann en fristad där.
Huset som systrarna Fox föddes i flyttades till Lily Dale som attraktion och museum, men brann ner 1955. Artefakter bland annat från deras liv finns fortfarande på Lily Dales museum.